# Peter Van De Velde (acteur)
Peter Van De Velde (Lier, 15 januari 1967) is een Vlaams acteur bekend van televisie, film en theater.

## Carrière
Van De Velde begon al met acteren toen hij negen jaar was. Buiten televisie, film en theater spreekt hij ook regelmatig reclamespots in en leende hij zijn stem aan diverse animatiefilms.

## Filmografie

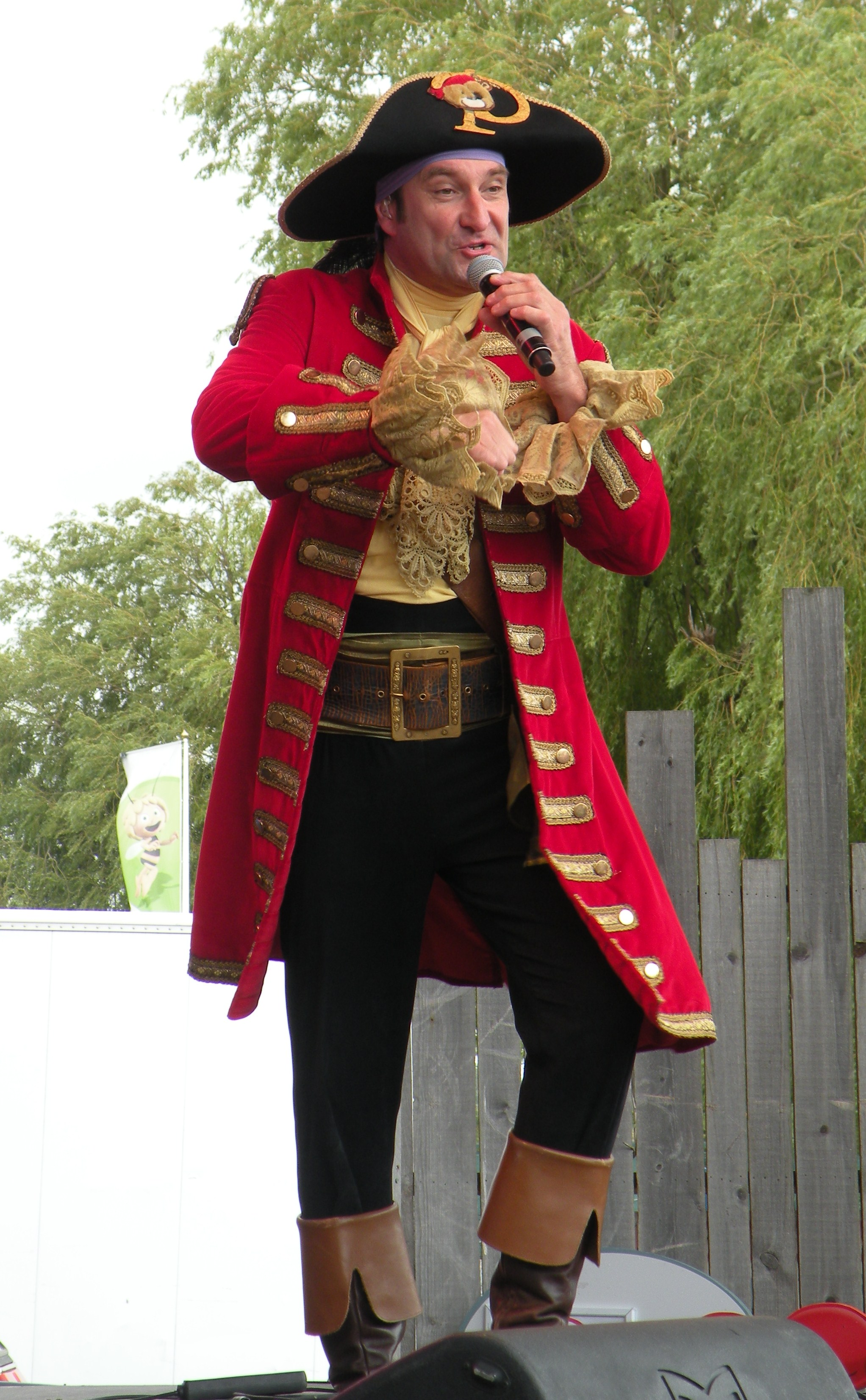
Peter Van De Velde als Piet Piraat in 2012

### Als acteur
- Het witte bloed - Agent (1992)
- Familie - terugkerende gastrol als agent (1992)
- Thuis - arts (1998)
- Wittekerke - Jan Struys (1998-2004)
- Hof van Assisen, aflevering "Ladykiller" - Dokter Koen Stalpaert (1998)
- Recht op Recht, aflevering "Te jong" - Dokter (1999)
- Piet Piraat - Piet Piraat (2001-2004)
- Flikken, afleveringen "Joyrider" en "Vluchtmisdrijf" - Koen Van Bever (2002)
- Samson en Gert, aflevering "De achterneef" - Achterneef Bob (2003)
- F.C. De Kampioenen, aflevering "O sole mio" - Stef (2004)
- Piet Piraat en de betoverde kroon - Piet Piraat (2005)
- Piet Piraat en het vliegende schip - Piet Piraat (2006)
- Happy Singles, aflevering "Schoenen" - Patrick (2008)
- Piet Piraat en het zwaard van Zilvertand - Piet Piraat (2008)
- F.C. De Kampioenen, afleveringen "Dierbaar vaderland" en "Soirée privée" - Kolonel De Brandt (2008)
- De helaasheid der dingen - Deelnemer Wereldkampioenschap Drinken & Ronde van Frankrijk (2009)
- Oud België - Mario Bonanza (2010)
- Dag & Nacht: Hotel Eburon - Ben Severs (2010)
- Goeie Vrijdag - Piet Piraat (2010)
- F.C. De Kampioenen, aflevering "Heldendaad" - Kolonel De Brandt (2011)
- Zone Stad, aflevering "Kruisweg" - Axel Verlei (2011)
- Amika - Patricio (2011)
- Familie - Luc Parmentier (2012)
- Danni Lowinski, aflevering "Nieuw leven" - Frank Van Winckel (2012)
- Danni Lowinski, aflevering "Het daklozen WK" - Frank Van Winckel (2013)
- Piet Piraat en het zeemonster - Piet Piraat (2013)
- Binnenstebuiten, aflevering "Het pand" - Marcel (2013)
- De Club van Sinterklaas & De Pietenschool - Simon (2013)
- Tegen de Sterren op, seizoen 4 - Daan Stuyven (2014)
- De Bunker, aflevering 1 - Olivier Gabriëls (2015)
- Nachtwacht - Inspecteur Cooper 2015-2022)
- De avonturen van K3 - Milos / buitenaardse kauwgom / Ralf (2016)
- Allemaal Familie - Kok Harald (2016)
- Patrouille Linkeroever (2016)
- Salamander 2 - René Kroneborg (2018)
- Thuis - Jacques Pieters (2018-2021)[2]
- K3: Dans van de Farao  - Tritanchamon (2020)
- Fair Trade - Raf Broeckx (2021, 2023-heden)

### Als zichzelf
- Op zoek naar Evita – Jurylid (2007)
- Steracteur Sterartiest, seizoen 3 – Kandidaat (2008-2009)
- Op zoek naar Maria – Captain von Trapp (2009)

## Theater en musicals
- Robin Hood – Kleine Jan - Studio 100 NV (2001)
- Piet Piraat Show - Piet Piraat - Studio 100 NV (2002)
- Piet Piraat en de wenskist - Piet Piraat - Studio 100 NV (2003/2004)
- The Sound of Music – Captain von Trapp - Joop Van den Ende en Studio 100 NV (2004)
- Piet Piraat en het duel met kapitein Groenbaard - Piet Piraat - Studio 100 NV (2004/2005)
- Sneeuwwitje – Stem van de spiegel - Studio 100 NV (2005)
- Piet Piraat op Mango-eiland - Piet Piraat - Studio 100 NV (2006)
- Piet Piraat en het geheim van Esmeralda - Piet Piraat - Studio 100 NV (2007)
- Belle en het Beest – Lumière (2007)
- Piet Piraat en de kleine dino - Piet Piraat - Studio 100 NV (2007/2008, reprise in 2015/2016)
- Daens – Opzichter Schmidt(2008/2009)
- Piet Piraat en het geheim van Lorre - Piet Piraat - Studio 100 NV (2009)
- The Sound of Music – Captain von Trapp - Music Hall(augustus 2009)
- Piet Piraat en de grote griezelshow - Piet Piraat - Studio 100 NV (2010)
- Oliver! – Bill Sykes - Musical van Vlaanderen (2010)
- Piet Piraat: Radio de Scheve Schuit - Piet Piraat - Studio 100 NV (2011)
- Piet Piraat en het geheim van de verzonken stad - Piet Piraat - Studio 100 NV (2011/2012)
- Robin Hood – Kleine Jan - Studio 100 NV (2012)
- Ben X – Vader van Ben - Musical van Vlaanderen (2012)
- Piet Piraat en Expeditie Noordpool - Piet Piraat - Studio 100 NV (2012/2013)
- Amadeus – Antonio Salieri - Loge 10 Theaterproducties (2013)
- '14-'18 - Sergeant Dedecker - Studio 100 NV (2014)
- Aspe, moord in het theater - Harry - Uitgezonderd! Theaterproducties (2015)
- Sacco & Vanzetti - Katzmann (2015)
- Moord op de Orient Express - Kolonel Arbuthnot - Loge 10 theaterproducties (2015)
- De wijkagenten - Inspecteur Jean-Paul Dubois - Uitgezonderd! Theaterproducties (2016-2017)
- The Elephant Man - Doctor Treves (2016)
- Belle en het Beest – Lumière - Marmelade (2016)
- Henry V - Henry V - Het Gevolg (2016-2017)
- Café Beveren (Toneelstuk)  - Theo de Maarschalck - Het Achterland (2017)
- De Soundmixshow (Toneelstuk) - Jack Van den Broeck - Uitgezonderd! Theaterproducties (2018)
- Ma, Pa en de bruid (Toneelstuk) - René de Vos - Echt Antwaarps Teater (2018)
- Piet Piraat en de toverlantaarn - Piet Piraat - Studio 100 NV (2019)
- '40-'45 - Emiel Segers - Studio 100 (2018-2022)
- Daens – Priester Daens - Studio 100 NV (2020-2022)
- Piet Piraat en de Schat van de Propere Zeeën - Piet Piraat - Studio 100 NV (2023)
- Red Star Line - Walter - Studio 100 NV (2023-2024)
- '14-'18 - Sergeant Dedecker - Studio 100 NV (2024)

## Prijzen
- Vlaamse Musicalprijs voor Belle en het Beest (2007)